# Karol Masny (duchowny)
Karol Masny (ur. 1 stycznia 1899 w Strumieniu, zm. 20 stycznia 1956 w Grodźcu) – polski duchowny rzymskokatolicki.

## Życiorys
Uczył się w Polskim Gimnazjum Macierzy Szkolnej w Cieszynie. Podczas I wojny światowej w 1917 został powołany do służby w c. i k. armii, a w 1918 zdał egzamin dojrzałości w Cieszynie. U kresu wojny został przyjęty do Wojska Polskiego. Został awansowany na stopień podporucznika rezerwy piechoty ze starszeństwem z dniem 1 czerwca 1919. W 1923, 1924 był oficerem rezerwowym 4 pułku Strzelców Podhalańskich w Cieszynie. W 1921 podjął studia teologiczne. 6 stycznia 1926 w Cieszynie otrzymał sakrament święceń. Od września tego roku był wikarym w parafii św. Bartłomieja w Grodźcu, później pracował w innych miejscach, a od końca stycznia 1932 pełnił funkcję proboszcza w Grodźcu. Został przeniesiony do służbie duszpasterskiej WP i awansowany na stopień kapelana rezerwy (kapitan) ze starszeństwem z dniem 1 sierpnia 1931.
Od 21 sierpnia 1939 był wicedziekanem dekanatu skoczowskiego. Podczas II wojny światowej współpracował z ZWZ, udzielał pomocy poszkodowanym przez Niemców, za co został aresztowany 12 kwietnia 1940, po czym tydzień później przewieziony do obozu Mauthausen-Gusen. Odzyskał wolność 28 listopada 1940. Od 15 lipca 1943 ponownie był proboszczem w Grodźcu. Po raz kolejny został aresztowany w marcu 1944 i został skazany na karę czterech lat więzienia w Raciborzu.
Zmarł 20 stycznia 1956 w Grodźcu, gdzie został pochowany.

## Odznaczenia
- Złoty Krzyż Zasługi – dwukrotnie (1950, za zasługi w pracy społecznej[8] oraz 1954, za zasługi w pracy społecznej[9])